# 林添福
林添福（1933年10月—），男，福建人，中华人民共和国政治人物，曾任致公党云南省委主委，昆明市人大常委会副主任，第八届全国政协委员。